# Jon Wåhlander (1743–1809)
Jon Wåhlander, född 12 augusti 1743 i Östra Ny församling, Östergötlands län, död 3 februari 1809 i Tåby församling, Östergötlands län, var en svensk präst.

## Biografi
Jon Wåhlander föddes 1743 i Östra Ny församling. Han var son till kyrkoherden Jonas Tockerstrand och Ingeborg Wåhlin i Malexanders församling. Wåhlander studerade i Linköping. Han blev 1761 student vid Uppsala universitet och 1763 vid Lunds universitet. Wåhlander prästvigdes 24 maj 1770 och blev 15 december 1779 komminister i Nykils församling, tillträde 1780. Han avlade pastoralexamen 19 oktober 1787 och var predikant vid prästmötet 1787. Wåhlander blev svensk kyrkoherde i Norrköpings Hedvigs församling 19 februari 1788 (tillträde samma år) och blev den 20 september 1797 kyrkoherde i Tåby församling, tillträde 1798. Han blev 23 november 1799 prost. Wåhlander avled 1809 i Tåby församling och begravdes 16 februari samma år av prosten Johan Schenmark i Tåby kyrka.

### Familj
Wåhlander gifte sig första gången 19 april 1792 med Catharina Christina Sandahl (1762–1792). Hon var dotter till komministern Jonas Sandahl och Brita Christina Hedin i Askers församling.
Wåhlander gifte sig andra gången 17 oktober 1800 med Catharina Margareta Juringius (1777–1838). Hon var dotter till kyrkoherden Samuel Juringius och Ingrid Catharina Moselius i Kvillinge församling. De fick tillsammans barnen kyrkoherden Jon Wåhlander i Östra Husby församling, Inga Catharina Wåhlander (1803–1857), Samuel Wåhlander (1804–1812) och Anna Christina Wåhlander som var gift med kyrkoherden Johan Magnus Lindbom i Styrestads församling.